# The Spanish Teacher
«The Spanish Teacher» (El maestro de español) es un episodio de la serie de televisión estadounidense Glee. Se estrenó el 7 de febrero de 2012 en Estados Unidos por la cadena Fox. Fue escrito por Ian Brennan y dirigido por Paris Barclay. El episodio fue puesto al aire el 7 de febrero de 2012.En este episodio aparece el cantante Ricky Martin, como invitado especial.
El episodio recibió críticas positivas, los críticos elogiaron el papel de Ricky Martin. La reacción de la música como todo fue menos interesante "La Isla Bonita" y "No Wanna Lose You". La canción fue la única que alcanzó tanto en el Billboard Hot 100 como el Billboard Canadian Hot 100; de los restantes cuatro sencillos, solamente "Sexy and I Know It" debutó en el Billboard Hot 100, y los otros tres sencillos no figuran en ninguna lista. 
«The Spanish Teacher» fue visto por 7.81 millones de espectadores estadounidenses y recibió una cuota de pantalla de 3.3/9 en el Nielsen Rating dentro de la franja demográfica de 18 a 49. La audiencia del capítulo bajo casi 2% desde «Michael, que atrajo 9.07 000 espectadores cuando se emitió el 31 de enero de 2012.

## Sinopsis
El retiro de un profesor de historia se abre una posición de titular en la McKinley High. Will Schuester profesor de español (Matthew Morrison) y la entrenadora Sue Sylvester (Jane Lynch), ambos quieren ocupar el lugar, pero hubo denuncias por estudiantes anónimos por su método de enseñanza.Will da un curso en la escuela nocturna y conoce a David Martínez (Ricky Martin), quien señala en octubre de que los niños aprenden mejor a través de la música. Se asigna a la semana española de temática de las nuevas direcciones y ayuda a David cantando "Sexy and I Know It", parcialmente en español. Santana (Naya Rivera) Sugiere que ahora tiene un rival y tiene que defender su honor.Rachel (Lea Michele) le dice a Kurt (Chris Colfer) y Mercedes (Amber Rile) ha aceptado la propuesta de matrimonio Finn (Cory Monteith).
Mercedes pelea sus sentimientos por Sam (Chord Overstreet) y su novio Shane (LaMarcus Tinker).La consejera Emma Pillsbury (Jayma Mays) recomienda que Mercedes y Sam dejar de hablar durante una semana.Mercedes canta "No Wanna Lose You" y Sam interpreta un mash-up de "Bamboleo" y "Héroe".
La posición de Sue, la entrenadora de las Cheerios, es desafiado por la entrenadora de natación, Roz Washington (Nene Leakes). Roz también lleva a cabo la posición de titular, y ella se ve como una competidora seria para la tenencia y la sustitución de Sue en el Cheerios. Ella cree que el estilo de Sue como entrenadora y la coreografía de porristas está pasado de moda, y tiene previsto actualizar el equipo si se convierte en la nueva entrenadora.
Sue revela su deseo de ser madre y le pide a Will que sea el donante de esperma. Cuando la novia de Will, Emma, se enfrenta a ella acerca de esta solicitud, Sue admite que ella quiere la capacidad de Will por la amabilidad de su hijo.La relación de Emma y Will se convierte en tensa debido a esto ellos trantan de convencer a Figgins (Iqbal Theba) para ganar el puesto del nuevo profesor&profesora de español. Él se sorprendió cuando la entrenadora Beiste (Dot-Marie Jones) alaba con entusiasmo Emma.
Santana interpreta junto a David la canción "La Isla Bonita" y Will interpreta  "A Little Less Conversation". Sue descubre que la cocapitana de la Cheerios, Becky Jackson (Lauren Potter), fue quien se quejó de su entrenadora.
Will trata de convencer a Figgins de que David forme parte del McKinley High School como un nuevo profesor de español.En su casa, Will está terminando de preparar la mesa para una cena romántica cuando llega Emma. Will, sin decir nada, se acerca a ella y le entrega uno de sus panfletos que dice "Así Que Fuiste Un Idiota Con Tu Prometida". Emma le dice que no es necesariamente inteligente pero que aprecia su esfuerzo. Aún sin decir nada, Will le entrega otro panfleto que dice "Felicitaciones: Te Amo". Emma se ríe y ambos se besan. Finalmente Will le dice que está muy orgulloso de ella, y se revela que fue Emma quien consiguió el puesto permanente por 10 años en el colegio. Will le dice que su primer matrimonio no funcionó porque su mujer no creía en él, y que ahora él estaba haciendo exactamente lo mismo con Emma, pero afortunadamente se dio cuenta de su error a tiempo, y que a partir de ahora festejarán por los logros de ambos.Ambos finalmente se besan.

## Producción

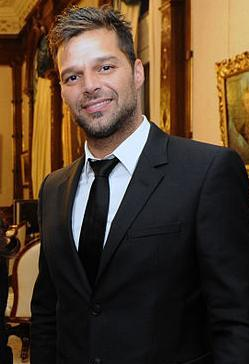
Ricky Martin (foto) interpreta a David Martínez un profesor de español en el McKinley High School

"The Spanish Teacher" fue puesto al aire el 29 de noviembre, ese día se conoció que Ricky Martin será actor invitado en Glee.Martin escribió en su cuenta de Twitter que se sintió muy feliz.
El episodio fue escrito por el cocreador, Ian Brennan y dirigido por Paris Barclay, y comenzó a filmar el 5 de enero de 2012, junto a Martin en la asistencia, él había grabado sus canciones el día anterior. Él terminó de grabar sus escenas en esa semana en la mañana del 7 de enero de 2012. El episodio anterior, el tributo a Michael Jackson no había terminado aún, y los dos continuaron en los episodios paralelos Hasta finales de Michael Jackson serie fue filmada en 13 de enero de 2012. Ese mismo empezó a grabarse el decimotercer capítulo.
La única canción interpretada por Martin en spanglish es la canción de LMFAO "Sexy and I Know It" Morrison por parte canta la canción de Elvis Presley "A Little Less Conversation. Martin interpreta también la canción de Madonna "La isla bonita" en dueto junto a Rivera. Los dos números restantes son en el episodio incluye un mash-up de "Bamboleo" de los Gipsy Kings y "Héroe" de Enrique Iglesias, Overstreet Realizado por New Directions, con los otros males, y de Gloria Estefan "No Wanna Lose You" Interpretada por Riley. Las cinco interpretaciones musicales se han lanzado cuatro sencillos para descarga digital, las dos canciones del mash-up fueron lanzados como un solo sencillo. La interpretación "La Cucaracha" no figura en ninguna lista. 
Los personajes recurrentes que aparecen en este episodio son Sam Evans (Overstreet), Rory Flanagan (Damian McGinty) y Sugar Motta (Vanessa Lengies), Principal Figgins (Theba), la entrenadora de nado sincronizado Roz Washington (NeNe Leakes), Becky Jackson (Potter), el jugador de fútbol americano Shane Tinsley (Tinker), la entrenadora Shannon Beiste (Jones) y la profesora de historia Mrs. Hagberg (Mary Gillis).

## Recepción

### Audiencia
En su emisión original "The Spanish Teacher" fue puesto al aire el 7 de febrero de 2012 en los Estados Unidos a través de la cadena FOX.El episodio fue visto por 7.81 millones de espectadores estadounidenses y recibió una cuota de pantalla de 3.3/9 en el Nielsen Rating dentro de la franja demográfica de 18 a 49. La audiencia del capítulo bajó casi 2% desde «Michael», que atrajo 9.07 000 espectadores cuando se emitió el 31 de enero de 2012 En Canada la audiencia fue de 1.57 millones de espectadores vieron el episodio en el mismo día que se estrenó americano.Fue el décimo quinto programa más visto de la semana, un 14% de telespectadores por encima de los 1,84 millones de telespectadores por encima de "Michael" transmitido la semana pasada.
En el Reino Unido "The Spanish Teacher" se estrenó el 15 de marzo de 2012 n el canal Sky1 y fue visto por 771,000 de espectadores la audiencia había bajado más del 13% desde "Michael" que atrajo a 682,000 espectadores. En Australia, el episodio fue transmitido el 2 de marzo de 2012. Fue visto por 564,000 espectadores, lo que hizo a Glee el décimo segundo programa más visto de la noche, frente al decimotercero de la semana anterior. La audiencia subió más del 5% desde el episodio anterior , "Michael" que fue visto por 535,000 espectadores

### Críticas
Emily VanDerWerff de The A.V. Club escribió que "gran parte de este episodio se sintió como un retroceso muy deliberado a la primera temporada, en algunos aspectos muy buenos", y Robert Canning de IGN dijo que "las historias generales de Glee se han vuelto mucho más interesantes de lo que vimos en la primera mitad de la temporada ". John Kubicek de BuddyTV declaró que el episodio "hace muchas cosas bien cuando se trata de la trama", y Rae Votta de Billboard describió la trama como "consistente y bien administrada y con acciones creíbles". Sin embargo, Jen Chaney de The Washington Post escribió que el episodio "trajo más desarrollos narrativos que no tenían sentido", y Erica Futterman de Rolling Stone declaró que, aparte de las escenas de Martin, "el resto del episodio nos encontró de nuevo en territorio de la trama dispersa". Amy Reiter de The Los Angeles Times le gustó el episodio y lo describió como "del tipo que te hace reír a carcajadas, reír y reír a pesar de tu mejor juicio".
La presentación de Ricky Martin como David Martínez fue bien recibida por la mayoría de los revisores. Futterman escribió que "Ricky Martin continuó con la tradición de Gwyneth Paltrow", y Michael Slezak de TVLine dijo que el episodio fue bueno "al menos cada vez que Ricky Martin apareció en escena". VanDerWerff lo llamó "divertido", y Kate Stanhope de TV Guide dijo que "demostró ser una estrella invitada con mucho potencial". Kubicek, aunque dijo que Martin era "genial cantando", lo encontró "un poco aburrido como actor", y Canning dijo que Martin "se sintió fuera de lugar" en el episodio.

### Recepción en las listas
Dos de los cinco sencillos lanzados del episodio se estrenaron en el Billboard Hot 100: "Sexy and I Know It" debutó en el número ochenta y tres y "La Isla Bonita" en el número noventa y nueve. La segunda de esas canciones, "La Isla Bonita", también debutó en el Billboard Canadian Hot 100 en el número noventa y tres, y fue la única canción del episodio que apareció en esa lista.